# Maddalena

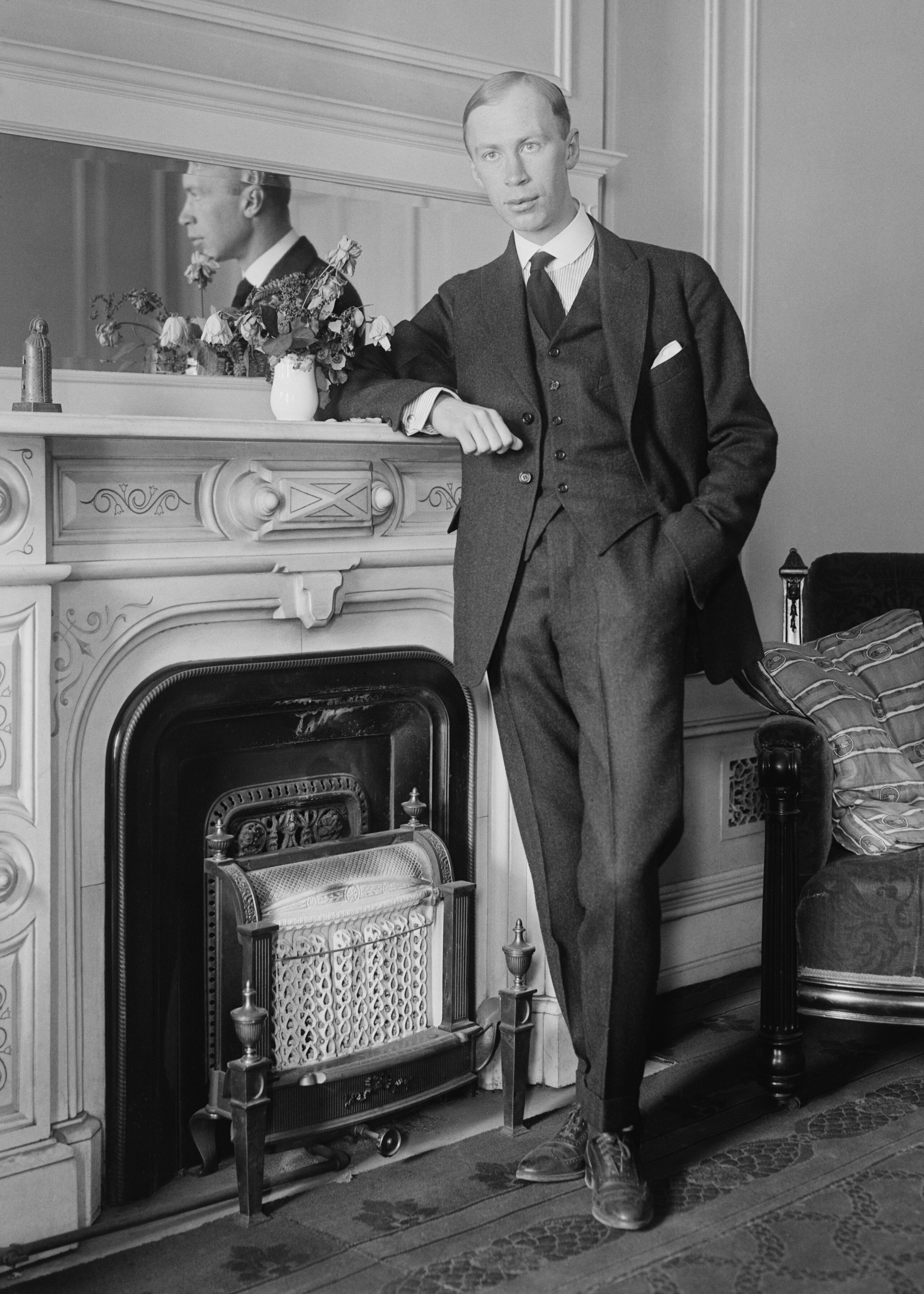
Serguéi Prokófiev

Maddalena (en cirílico, Маддалена) es una ópera en un acto con música de Serguéi Prokófiev, quien también escribió el libreto basado en una obra de Magda Gustavovna Lieven-Orlov bajo el nombre de pluma Baron Lieven. Se estrenó de manera póstuma en la Opernhaus de Graz el 28 de noviembre de 1981.

## Historia
Aunque Prokófiec había escrito ya cuatro óperas (siendo la primera de ellas El gigante que él compuso a la edad de ocho años y fue escrita por la madre del compositor), Maddalena es la primera de sus obras en este género al que él dio número de opus (op. 13). La ópera se escribió en el verano de 1911 mientras Prokófiev era aún un estudiante en el Conservatorio de San Petersburgo y lo abandonó tras haber orquestado solo una de sus cuatro escenas. 
La partitura fue publicada por Boosey and Hawkes en Londres en 1960. La viuda del compositor, Lina Prokófiev, que era la legítima propietaria del manuscrito, pidió al músico inglés Edward Downes que crease una versión para representarse en escena. En origen iba a ser estrenada por el Teatro de Ópera de San Luis en 1980. Pero debido a los problemas contractuales, tras el estreno de Maddalena en una transmisión grabada en estudio por BBC Radio 3 el 25 de marzo de 1979, su primera representación fue en la Opernhaus, Graz, Austria el 28 de noviembre de 1981, dirigida por Downes.